# Óli Johannesen
Óli Johannesen (* 6. Mai 1972 in Tvøroyri) ist ein ehemaliger färöischer Fußballspieler sowie früherer Rekordspieler der färöischen Nationalmannschaft.

## Vereine
Johannesen startete seine Karriere für TB Tvøroyri und bestritt 1988 sein erstes Spiel am 13. Spieltag der ersten Liga im Heimspiel gegen B36 Tórshavn, welches 1:0 gewonnen werden konnte. Johannesen spielte von Beginn an und wurde in der 70. Minute gegen Ásmund Nolsøe ausgewechselt. Es blieb sein einziges Pflichtspiel in dieser Saison, welche auf dem vorletzten Platz abgeschlossen wurde und somit den Abstieg zur Folge hatte. 1990 kehrte TB zurück in die erste Liga und belegte schlussendlich den achten Platz, wobei Johannesen in der zweiten Saisonhälfte zu den Stammspielern gehörte. In der zweiten Pokalrunde 1991 spielte Johannesen von Beginn an gegen ÍF Streymur, das Spiel konnte mit 2:1 gewonnen werden. Sein erstes Ligator schoss er am vierten Spieltag derselben Saison beim 3:1-Auswärtssieg gegen SÍ Sumba zur 2:1-Führung.
1996 wechselte Johannesen zum Ligakonkurrenten B36 Tórshavn. Gemeinsam mit Jákup á Borg, Jens Kristian Hansen, Tummas Eli Hansen, Julian Johnsson und John Petersen wurde er im Jahr darauf färöischer Meister. Danach wechselte er wieder zurück zu TB Tvøroyri. In der obersten Spielklasse wurde jedoch nur der letzte Platz belegt, so dass Johannesen 1999 erstmals in der zweiten Liga spielte. Im Laufe der Saison wechselte er in die dänische Superliga zu Aarhus GF. Sein Debüt gab er am dritten Spieltag gegen Viborg FF, er wurde in der 81. Minute beim Stand von 1:0 für Tómas Ingi Tómasson eingewechselt, das Spiel endete 1:1. Nach wenigen Monaten kehrte er für zwei Monate wieder zu TB zurück, in der zweiten Jahreshälfte 2000 trat er daraufhin wieder für Aarhus GF an.
Anfang 2001 unterschrieb Johannesen einen Vertrag beim dänischen Zweitligisten Hvidovre IF. Nach Ende der Saison 2001/02 lief er für fünf Monate wieder TB Tvøroyri auf und kehrte danach zu Hvidovre zurück. Hierbei verpasste er mit dem Verein auf dem 14. Platz liegend den Klassenerhalt um einen Punkt, woraufhin er wieder fest für TB in der zweiten Liga spielte. In der Saison 2003 nahm er als Zweitplatzierter an den Aufstiegsspielen zur ersten Liga teil. Nach einem 1:1 im Hinspiel gegen Skála ÍF ging das Rückspiel mit 0:7 verloren, womit TB in der zweiten Liga verblieb. Im Folgejahr wurde als Tabellenerster der direkte Aufstieg in die höchste Spielklasse erreicht. In der ersten Liga wurden die Relegationsspiele um einen Punkt verpasst, woraufhin als Letztplatzierter der sofortige Abstieg folgte. Die nächsten drei Jahre wurde in der zweiten Liga jeweils der vierte Platz belegt, 2008 beendete er schließlich seine Karriere. 2010 gab Johannesen jedoch ein Comeback für TB und spielte bis einschließlich 2011 sporadisch für die zweite und erste Mannschaft. Nach dem Aufstieg der ersten Mannschaft in die erste Liga wurde er dort 2012 Stammspieler und sicherte somit auch den Klassenerhalt, der hingegen in der nächsten Saison als Vorletzter nicht erreicht werden konnte. Nach dem Wiederaufstieg der ersten Mannschaft spielte Johannesen von 2015 bis 2016 ausschließlich für die zweite Mannschaft in der 2. Deild, danach beendete er seine Karriere.

### Europapokal
Trotz seiner langen Karriere kam Johannesen im Europapokal bisher nur auf vier Einsätze im UI-Cup. Diese Partien absolvierte er allesamt 1997 für B36 Tórshavn. Sein erstes Spiel war die 0:5-Heimniederlage gegen KRC Genk, sein letztes die 2:4-Auswärtsniederlage gegen Panachaiki.

## Nationalmannschaft
Johannesen absolvierte als ehemaliger Rekordnationalspieler sein erstes Länderspiel für die färöische Mannschaft gemeinsam mit den weiteren Debütanten Uni Arge, Jón Johannesen und Jacob Eli Olsen am 5. August 1992 in Toftir beim Freundschaftsspiel gegen Israel, welches 1:1 ausging. Nur einen Tag später absolvierte er in Tórshavn sein einziges Spiel für das färöische U-21-Team ebenfalls gegen Israel, wobei Johannesen in der 77. Minute gegen Sørin Petersen ausgewechselt wurde. Sein einziges Tor in 83 A-Länderspielen erzielte er am 25. April 1993 im Freundschaftsspiel gegen Estland in Pyla zum 1:1-Ausgleich, das Spiel endete 2:2. Das letzte Spiel absolvierte er am 6. Juni 2007 im EM-Qualifikationsspiel gegen Schottland, welches in Toftir mit 0:2 verloren wurde. Johannesen wurde dabei in der 36. Minute gegen Marni Djurhuus ausgewechselt. 2015 wurde er von Fróði Benjaminsen als Rekordnationalspieler abgelöst.

## Erfolge
- 1× Färöischer Meister: 1997